# Жуэнвиль (остров)
Остров Жуэнвиль (англ. Joinville Island) — крупнейший остров одноимённого архипелага, расположенного у северо-восточной оконечности Антарктического полуострова, от которого он отделён Антарктическим проливом.
Составляет примерно 74 км в длину и 22 км в ширину. Площадь острова — 1607 км². Его высшая точка — 825 м над уровнем моря. Остров был открыт и нанесён на карту французской экспедицией 1838 года под командованием капитана Жюля Дюмон-Дюрвиля, который назвал его в честь Франсуа Орлеанского, принца де Жуанвиль, третьего сына Луи-Филиппа I.